# قپچاق، ترکمنستان
قپچاق، ترکمنستان (به لاتین: Gypjak) یک عوارض جغرافیایی در ترکمنستان است که در استان آخال واقع شده‌است.